# Echinomunna horrida
Echinomunna horrida är en kräftdjursart som beskrevs av Vanhoeffen 1914. Echinomunna horrida ingår i släktet Echinomunna och familjen Munnidae. Inga underarter finns listade i Catalogue of Life.